# Lechón (Zaragoza)

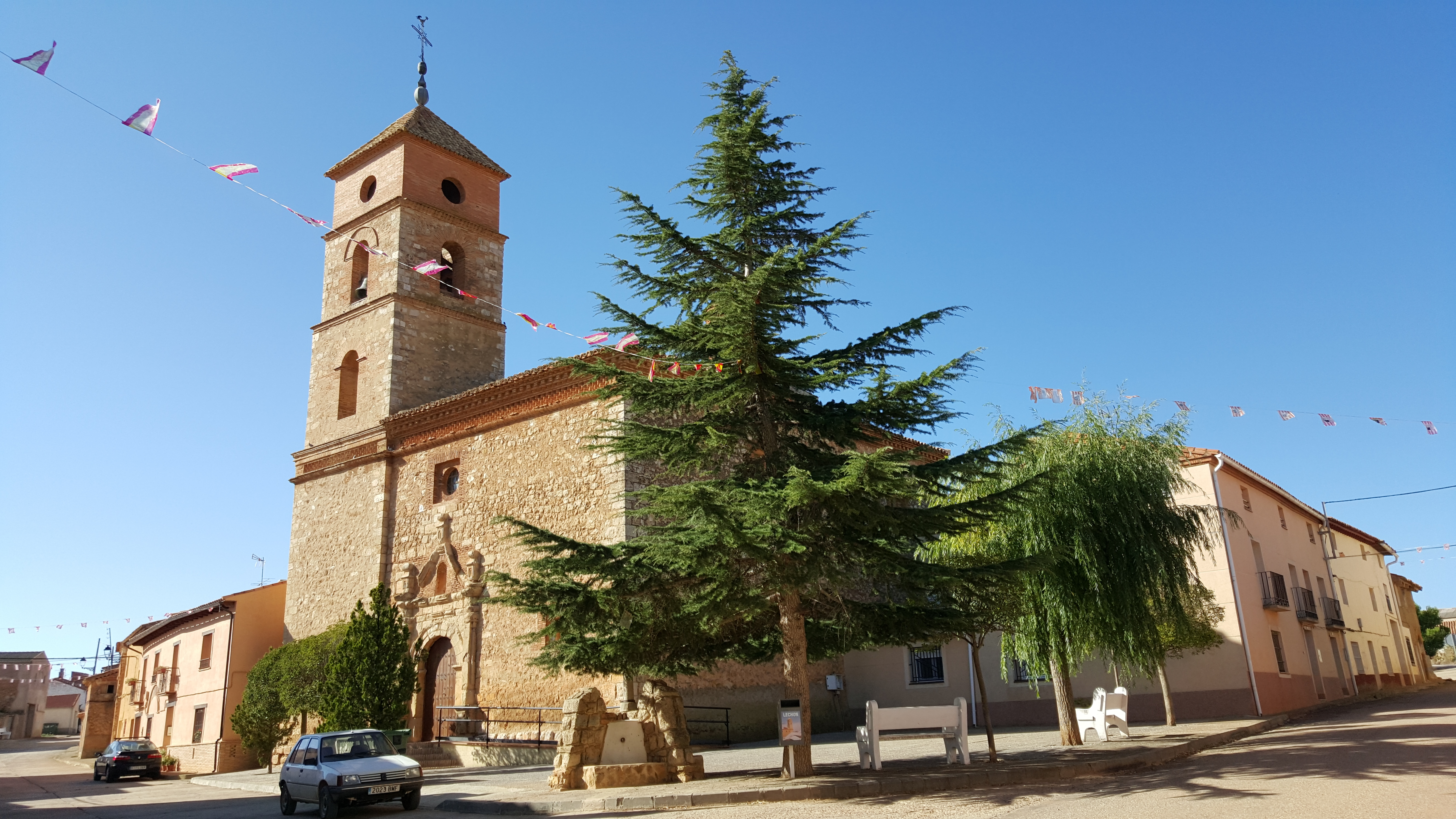
Iglesia de San Lorenzo

Lechón es un municipio de España de Campo Romanos, en la provincia de Zaragoza, comunidad autónoma de Aragón.

## Historia
En el año 1248, por privilegio de Jaime I, este lugar se desliga de la dependencia de Daroca. Pasó a formar parte de Sesma de Langa, en la Comunidad de Aldeas de Daroca, que dependían directamente del rey. Este régimen administrativo perduró hasta la muerte de Fernando VII, en 1833, siendo disuelta ya en 1838.

## Demografía
Lechón cuenta con una población de 44 habitantes (INE 2024).
| Gráfica de evolución demográfica de Lechón entre 1842 y 2021                                                        |
| |
| Población de derecho según los censos de población del INE Población de hecho según los censos de población del INE |

## Administración y política
| Período   | Alcalde                    | Partido |  |
| --------- | -------------------------- | ------- |  |
| 1979-1983 | Carmelo García Cebollada   | UCD     |  |
| 1983-1987 |                            |         |  |
| 1987-1991 |                            |         |  |
| 1991-1995 |                            |         |  |
| 1995-1999 |                            |         |  |
| 1999-2003 |                            |         |  |
| 2003-2007 | Miguel Ángel Soler Herrera | PAR     |  |
| 2007-2011 | Eduardo José Bellido Belle | PAR     |  |
| 2011-2015 | María Inés Herrera Borobia | PP      |  |
| 2015-2019 | María Inés Herrera Borobia | PP      |  |
| 2019-2023 | Daniel Ezquerra Lapuente   | PSOE    |  |
| 2023-2027 | Jesús López Traid          | PP      |  |

| Partido político    | Partido político                                   | 2003   | 2007   | 2011   | 2015   | 2019   | 2023   |
| Partido político    | Partido político                                   | Ediles | Ediles | Ediles | Ediles | Ediles | Ediles |
|                     | Partido Popular de Aragón (PP)                     | —      | —      | 2      | 2      | 1      | 1      |
|                     | Partido de los Socialistas de Aragón (PSOE-Aragón) | —      | —      | —      | 1      | 1      | 1      |
|                     | Partido Aragonés (PAR)                             | 1      | 1      | —      | —      | —      | 1      |
|                     | Chunta Aragonesista (CHA)                          | —      | —      | —      | —      | 1      | —      |
|                     | Compromiso con Aragón (CA)                         | —      | —      | 1      | —      | —      | —      |
| Total de concejales | Total de concejales                                | 1      | 1      | 3      | 3      | 3      | 3      |